# Biglerville
Biglerville é um distrito localizado no estado norte-americano de Pensilvânia, no Condado de Adams.

## Demografia
Segundo o censo norte-americano de 2000, a sua população era de 1101 habitantes.
Em 2006, foi estimada uma população de 1159, um aumento de 58 (5.3%).

## Geografia
De acordo com o United States Census Bureau tem uma área de
1,7 km², dos quais 1,7 km² cobertos por terra e 0,0 km² cobertos por água. Biglerville localiza-se a aproximadamente 167 m acima do nível do mar.

## Localidades na vizinhança
O diagrama seguinte representa as localidades num raio de 12 km ao redor de Biglerville.